# 劉晞
劉晞（?—?），是五代十国时代辽国同平章事。涿州范阳县人。
他的父亲劉濟雍多次担任涿州几个县的县令县长。劉晞年轻时以儒学称于乡里，担任后唐将领周德威从事，后来被契丹辽国俘虏。
在辽国，契丹以汉职笼络他。后晋天福年间，辽太宗命刘晞为燕京（今北京）留守。他三次知贡举，官至同中書門下平章事、兼侍中。根据《資治通鑑》他也担任过辽太宗的枢密使。
946年，后晋皇帝石重贵不愿意向辽国称臣，辽太宗率军灭亡了后晋。劉晞随辽太宗入开封。辽太宗宣称自己是中原的皇帝，然后开始在原后晋国土安置的辽国的官员。授劉晞为洛京留守。当时耶律察割、奚王拽剌、渤海将军高模翰驻守洛阳，他们蔑视汉人。当趙在禮到洛阳，进入谒见。在庭下叩拜，而拽剌等人都蹲坐着受礼。正月二十九日，赵在礼到郑州，听说前往入朝的刘继勋被锁上，惊恐万分，到了夜里，在马房里自杀了。当劉晞抵达洛阳，责骂奚王拽剌：“赵在礼是汉家的大臣，你只不过是北方的一个酋长罢了，怎敢这样怠慢他！”劉晞站在庭下大挫他的气焰。于是洛阳人稍得安定。
辽太宗允许契丹士兵掠夺中原，汉族百姓纷纷起义反辽。辽太宗决定离开开封，让萧翰留守开封，自己返回契丹。河阳的义军袭击了洛阳，劉晞放弃了洛阳，逃到許州。不久之后，萧翰和高模翰护送劉晞回到洛阳。辽太宗死在恒州附近杀胡林，他的侄子耶律阮即位为辽世宗，后晋河东节度使刘知远建立后汉，前往洛阳，劉晞再次放弃了洛阳，逃到开封。萧翰决定放弃开封，他拥立李从益为后唐皇帝，留守开封。萧翰和劉晞北上到恒州。随后恒州汉人起义，劉晞随耶律拔里得、崔廷勛逃离恒州，投奔定州的義武军节度使耶律郎五。948年，劉晞放弃了定州逃回辽国。最后，劉晞在辽国死去。